# Société d'histoire, d'antiquité et d'art de Poméranie
La Société d'histoire, d'antiquité et d'art de Poméranie est une association d'histoire pour la recherche sur l'histoire de la Poméranie.

## Développement
La société est fondée en 1824 par le haut président de la province prussienne de Poméranie, Johann August Sack, en tant que société d'histoire et d'archéologie de Poméranie. C'est ainsi l'une des plus anciennes associations d'histoire allemande. Initialement, deux comités sont formés, l'un à Stettin, qui doit être responsable de l'ancienne Poméranie, c'est-à-dire la Poméranie ultérieure et l'Ancienne-Poméranie-Antérieure, et l'autre à Greifswald pour la Nouvelle-Poméranie-Antérieure. Cette dernière n'est constituée qu'en 1826.
Dans les années 1860, sous la direction de Theodor Pyl, le comité de Greifswald devient un département quasiment indépendant de l'association centrale, dont est issue en 1899 l'association historique rugenoise-poméranienne (de).
Avec les événements de 1945 (après la fin de la Seconde Guerre mondiale, expulsion de Poméranie, formation de la zone d'occupation en Poméranie-Occidentale), les travaux de la société sont interrompus, alors que son activité a déjà cessé entre 1940 (dernier numéro du bulletin de la revue de l'association Baltische Studien ) et 1942 (dernier rapport annuel du président).
La société est rétablie à Hambourg en 1954. Comme tâche supplémentaire, le soin de l'art est repris et le nom est donc étendu à la Société d'histoire, d'archéologie et d'art de Poméranie. Cela est précédé par la fondation du Hans-Lange-Bund pour la Poméranie en 1952, dans laquelle se sont retrouvés de nombreux anciens membres de la société, dont le dernier président, Adolf Diestelkamp. L'association se considère comme un groupe de travail pour la culture et la science, mais n'existe que deux ans.
Initialement limités à Hambourg, des départements de la Société sont formés dès 1955 à Berlin et 1956 à Bonn. Un département à Munich est ajouté plus tard. Mais ce n'est qu'en 1990 que l'entreprise peut redevenir active en Poméranie-Occidentale avec la création d'un département. En 1998, elle déménage son siège de Hambourg à Greifswald.

## Situation actuelle
Aujourd'hui, la société compte environ 540 membres (en 2014, en 2007, il y avait encore plus de 600 membres). Le plus grand département est le département de Poméranie-Occidentale avec plus de 300 membres (en 2014). Il existe d'autres départements à Berlin, Bonn, Hambourg et Munich.
La bibliothèque de la Société est en dépôt à la Bibliothèque universitaire de Greifswald, où elle est intégrée au catalogue régulier de la bibliothèque. Elle était auparavant installée à l'Institut Herder de Marbourg jusqu'à fin 2009.
Avant 1945, l'inventaire des livres anciens et la collection de manuscrits ainsi que les archives réelles de la Société sont conservés aux Archives d'État de Stettin. Aujourd'hui, ils se trouvent en partie aux Archives d'État polonaises à Szczecin et en partie aux Archives d'État de Greifswald (de). Les documents du comité de Greifswald et du département de Greifswald se trouvent dans les archives universitaires de Greifswald (de).

## Publications de la société
- Baltische Studien. Jährlich erscheinende wissenschaftliche Zeitschrift, 1832 bis heute, avec une interruption de 1940 à 1955.
- Monatsblätter der Gesellschaft für pommersche Geschichte und Altertumskunde. 1887 bis 1942.
- Quellen zur pommerschen Geschichte.
  - Gottlieb von Rosen (de): Das älteste Stadtbuch der Stadt Garz auf Rügen. Stettin 1885
  - Ferdinand Fabricius: Urkunden und Copiar des Klosters Neuenkamp im königlichen Archiv zu Wetzlar. Stettin 1891
  - Georg Frommhold (de): Das Rügische Landrecht des Matthaeus Normann (de) nach der kürzeren Handschrift. Stettin 1896
  - Johannes Bugenhagen: Johannes Bugenhagens Pomerania. Hrsg. von Otto Heinemann, Stettin 1900
  - Hugo Lemcke: Liber Beneficiorum Domus Corone Marie prope Rugenwold 1406–1528. Stettin 1919

## Président
La liste est incomplète
- 1873-1923 : Hugo Lemcke
- 1923-1930 : Carl Fredrich (de)
- 1930-1933 : Otto Altenburg
- 1933-1935 : Erich Randt
- 1935-1945 : Adolf Diestelkamp
- 1954-1961 : Carl Meister (de)
- 1961-1974 : Hans Bernhard Reichow
- 1974-1976 : Christoph von der Ropp (de)
- 1976-1986 : Reinhart Berger (de)
- 1986-1993 : Hellmut Hannes (de)
- 1993-2017 : Ludwig Biewer
- depuis 2017 : Wilfried Hornburg (de)

## Membres honoraires
- Carl Ferdinand Triest (de) (1884)
- Theodor Wengler (2017)